# Золотавин, Валерий Леонидович
Вале́рий Леони́дович Золота́вин (26 декабря 1905  [8 января 1906], Шадринск, Пермская губерния — 2 апреля 1978, Свердловск) — советский химик-аналитик, доктор химических наук, профессор, заведующий кафедрой физико-химических методов анализа Уральского политехнического института,  лейтенант.

## Биография
Валерий Золотавин родился 26 декабря 1905 (8 января 1906) года в городе Шадринске Шадринского уезда Пермской губернии, ныне город областного подчинения Курганской области.
В 1933 году окончил Свердловский педагогический институт, после этого работал учителем в школе. В 1935 году начал работать на кафедре аналитической химии в Уральском индустриальном институте под руководством известного химика аналитика профессора Н. А. Тананаев.
23 июня 1941 года Золотавин успешно защитил кандидатскую диссертационную работу на тему «Исследование малорастворимых ванадатов». В марте 1942 года призван в Рабоче-крестьянскую Красную Армию.
Служил во 2-м отдельном запасном стрелковом батальоне, затем в 23-м учебном стрелковом полку 35-й учебной стрелковой дивизии, затем в 24-м запасном стрелковом полку 2-й запасной стрелковой бригады, был заместителем начальника штаба полка Ялуторовского пехотного училища. Отвозил солдат-выпускников училища на фронт. 9 октября 1945 года демобилизован в звании лейтенант.
После войны вернулся на кафедру аналитической химии химико-технологического факультета Уральского индустриального института имени С. М. Кирова.
В 1948 году стал деканом химико-технологического факультета. В мае 1949 года начал работать на новой кафедре физико-химических методов анализа (ФХМА). Одновременно был секретарём партбюро только что организованного физико-технического факультета. Золотавину и другим сотрудникам кафедры нового факультета пришлось в срочном порядке монтировать, настраивать и осваивать новые приборы и методы анализа.
Осенью 1949 года на кафедре начали обучение первые студенты. Золотавин читал им лекции по курсам аналитической химии по редким и радиоактивным элементам и физико-химическим методам анализа. В январе 1950 года возглавил кафедру ФХМА.
Наряду с работой по учебному процессу Золотавин уделял много внимания научно-исследовательской работе и активному привлечению к ней студентов факультета. Все преподаватели кафедры активно занимались исследованиями аналитических свойств редких и радиоактивных элементов.
В 1957 году на кафедре была создана первая на факультете проблемная лаборатория, которую возглавил Золотавин. За 10 лет существования лаборатории было защищено более 10 кандидатских и 2 докторских диссертации. В 1966 году на кафедре впервые в СССР организована специализация по подготовке инженеров-аналитиков для предприятий Министерства среднего машиностроения СССР. Были разработаны новые курсы: «Атомный спектральный анализ», «Молекулярный репектральный анализ», «Электрохимические методы анализа», «Физические методы анализа», «Метрология». Золотавин читал разделы курсов «Технический анализ», «Метрология химического анализа» и вел практические и лабораторные занятия. В 1968 году на факультете состоялся первый выпуск специалистов по современным методам контроля материалов новой техники.
Внёс значительный вклад в развитие химии и аналитической химии ванадия, в совершенствование производства ванадия и его соединений. Участвовал в разработке синтеза и использования гранулированных замораживанием сорбентов для очистки сточных вод промышленных предприятий.
Под руководством Валеря Золотавина защищено 26 кандидатских диссертаций, опубликовано более 260 печатных работ, получено 7 авторских свидетельств. С 1958 по 1973 год был членом научного совета АН СССР по аналитической химии.
Был избран членом парткома института и <какого?> районного комитета КПСС, неоднократно был секретарём партбюро физико-технического факультета.
Валерий Леонидович Золотавин умер 2 апреля 1978 года в городе Свердловске Свердловской области, ныне город Екатеринбург — административный центр той же области. Похоронен на Широкореченском кладбище Верх-Исетского района города Екатеринбурга.

## Награды
За участие в Великой Отечественной войне и трудовые заслуги Валерий Золотавин награждён 6 медалями.

## Научные труды
- Золотавин В.Л., Оносова С.П., Серговская В.В., Соболева Т.А. Качественный химический анализ с включением редких и радиоактивных элементов / Под ред. проф. д-ра хим. наук В.Л. Золотавина. — Свердловск, 1962. — 72 с. — 800 экз.[4]

## Семья
Жена Золотавина Мария Алексеевна (25 марта 1904 — 18 мая 1996).